# А
А (minuskule а) je písmeno cyrilice. Jeho tvar se v minuskulní i majuskulní variantě shoduje s tvarem písmena A v latince. Původně se písmeno nazývalo az, ze kterého, společně s názvem písmena Б (buky), je odvozen název obvyklého řazení písmen cyrilice – azbuka.
Azbuky východoslovanských jazyků, bulharštiny a většina azbuk neslovanských jazyků odvozených z ruské azbuky obsahují speciální písmeno pro jotovanou hlásku zachycenou písmenem А, písmeno Я.
V některých neslovanských jazycích se po zápis používají i varianty písmena A s diakritikou: Ӓ a Ӑ.
V latince písmenu А odpovídá písmeno A (a), v řeckém písmu v moderní řečtině mu odpovídá písmeno Α (α), v gruzínském písmu písmeno ა a v arménském písmu písmeno Ա (ա).
V hlaholici písmenu А odpovídá písmeno Ⰰ.